# Cai Jian Lin
Cai Jian Lin (蔡建林S, Cài JiànlínP; Shanghai, 23 luglio 1965) è un allenatore di calcio, ex calciatore ed ex giocatore di calcio a 5 cinese.

## Carriera
Cai ha disputato il FIFA Futsal World Championship 1996 in cui la nazionale cinese di calcio a 5 è stata eliminata nel girone del primo turno comprendente Paesi Bassi, Russia e Argentina.